# C'était le mois de mai
Pour plus de détails, voir Fiche technique et Distribution.
C'était le mois de mai (Был месяц май, Byl mesyats may) est un film soviétique réalisé par Marlen Khoutsiev, sorti en 1970.

## Synopsis
En mai 1945, la paix vient d'être signée et des soldats soviétiques en vivent les premiers jours dans un village allemand. C'est par hasard qu'ils visitent un camp de concentration à proximité. Ils découvrent alors la réalité du nazisme et de sa politique d'extermination.

## Fiche technique
- Titre original : Был месяц май, Byl mesyats may
- Titre français : C'était le mois de mai
- Réalisation : Marlen Khoutsiev
- Scénario : Grigory Baklanov
- Pays d'origine : URSS
- Format : Noir et blanc - 35 mm - 1,37:1
- Genre : drame, guerre
- Durée : 115 minutes
- Date de sortie : 1970

## Distribution
- Aleksandre Arzhilovski : lieutenant Nikolaïev
- Piotr Todorovski : lieutenant Vladimir Yakovenko
- Sergueï Chakourov : Margoslin
- Viktor Ouralski : Goloub
- Igor Klass : Avdeï
- Vaclovas Bledis : Raschke
- Eugenija Pleskyte : Gerta
- Vladimir Gostioukhine : Mikola Nyrkov
- Richard Ourbanovitch : Stefan
- Nikolaï Badine : Tcherniaïev
- Leonid Troutnev : Makar Anissimov